# Ezio Tettamanti
Ezio Tettamanti (Oggiono, 6 aprile 1938 – Oggiono, 11 agosto 2008) è stato un calciatore italiano, di ruolo difensore.

## Biografia
Nato ad Oggiono, vicino a Lecco, al termine della carriera calcistica si occupò di varie attività nel suo paese natale, ricoprendo il ruolo di assessore comunale alla viabilità e allo sport dal 1970 al 1975 e partecipando nel 1974 alla fondazione di un club ciclistico, il Velo Club Oggiono, di cui fu presidente fino al 1980; inoltre insieme ai fratelli aprì un'autofficina, nella quale lavorò fino all'agosto 2008, quando morì dopo essere stato colto da un malore.
Nel 2010 venne assegnato per la prima volta al vincitore del Piccolo Giro di Lombardia di ciclismo un trofeo a lui intitolato.

## Caratteristiche tecniche
Giocò come difensore, nella posizione di terzino destro.

## Carriera
In tutta la sua carriera da calciatore professionista giocò con il Lecco, con cui esordì il 18 maggio 1958, in occasione della penultima giornata del campionato di Serie B.
Dopo altri due anni trascorsi tra i cadetti, nella stagione 1960-1961, in cui il Lecco prese parte per la prima volta al campionato di Serie A, fece il suo debutto nella massima serie alla seconda giornata, nella trasferta contro il Catania, il 2 ottobre 1960. Nella stagione successiva fece marcare altre presenze nel massimo campionato, prima della retrocessione in Serie B, nella quale giocò per quattro stagioni consecutive, dal 1962 al 1966.
Nel corso degli anni Tettamanti divenne il capitano della squadra, ruolo che ricoprì anche nella stagione 1966-1967, l'ultima disputata in Serie A; giocò l'ultima partita nel massimo campionato il 28 maggio 1967 a San Siro contro il Milan. Dopo la retrocessione, prese parte al suo ultimo campionato di Serie B nella stagione 1967-1968, prima di chiudere la carriera calcistica.